# Рак Йети
Ракът Йети (Kiwa hirsuta) е вид безгръбначно животно от семейство Kiwaidae. За пръв път е бил забелязан през 2005 г. в близост до Великденския остров на дълбочина 2200 м. Наименованието му произлиза от рода Kiwa по името на „богинята на черупките в полинезийската митология“, а hirsuta означава на латински – космат, рошав.

## Описание
Дължината му достига до 15 см. Морският обитател често се крие в дълбоководни цепнатини и студеноводни процепи.
Смята се, че щипките се обитават от вид бактерия, която пречиства водата от отровни минерали и му помага да оцелее.

## Хранене
Ракът Йети се храни с водорасли и дребни скариди.